# George R. Whyte
Pour les articles homonymes, voir Whyte.
 (décembre 2023).
La mise en forme du texte ne suit pas les recommandations de Wikipédia : il faut le « wikifier ».
Les points d'amélioration suivants sont les cas les plus fréquents. Le détail des points à revoir est peut-être précisé sur la page de discussion.
- Les titres sont pré-formatés par le logiciel. Ils ne sont ni en capitales, ni en gras.
- Le texte ne doit pas être écrit en capitales (les noms de famille non plus), ni en gras, ni en italique, ni en « petit »…
- Le gras n'est utilisé que pour surligner le titre de l'article dans l'introduction, une seule fois.
- L'italique est rarement utilisé : mots en langue étrangère, titres d'œuvres, noms de bateaux, etc.
- Les citations ne sont pas en italique mais en corps de texte normal. Elles sont entourées par des guillemets français : « et ».
- Les listes à puces sont à éviter, des paragraphes rédigés étant largement préférés. Les tableaux sont à réserver à la présentation de données structurées (résultats, etc.).
- Les appels de note de bas de page (petits chiffres en exposant, introduits par l'outil «  Source ») sont à placer entre la fin de phrase et le point final[comme ça].
- Les liens internes (vers d'autres articles de Wikipédia) sont à choisir avec parcimonie. Créez des liens vers des articles approfondissant le sujet. Les termes génériques sans rapport avec le sujet sont à éviter, ainsi que les répétitions de liens vers un même terme.
- Les liens externes sont à placer uniquement dans une section « Liens externes », à la fin de l'article. Ces liens sont à choisir avec parcimonie suivant les règles définies. Si un lien sert de source à l'article, son insertion dans le texte est à faire par les notes de bas de page.
- La présentation des références doit suivre les conventions bibliographiques. Il est recommandé d'utiliser les modèles {{Ouvrage}}, {{Chapitre}}, {{Article}}, {{Lien web}} et/ou {{Bibliographie}}. Le mode d'édition visuel peut mettre en forme automatiquement les références.
- Insérer une infobox (cadre d'informations à droite) n'est pas obligatoire pour parachever la mise en page.

Pour une aide détaillée, merci de consulter Aide:Wikification.
Si vous pensez que ces points ont été résolus, vous pouvez retirer ce bandeau et améliorer la mise en forme d'un autre article.
 (décembre 2010).
 (avril 2021).
Si vous disposez d'ouvrages ou d'articles de référence ou si vous connaissez des sites web de qualité traitant du thème abordé ici, merci de compléter l'article en donnant les références utiles à sa vérifiabilité et en les liant à la section « Notes et références ».
George R. Whyte est un écrivain, dramaturge et compositeur britannique d'origine hongroise né le 11 juillet 1933 à Budapest et mort le 31 août 2012 à Londres.

## Biographie
George R. Whyte a fréquenté l'université de Londres et a poursuivi ses études à l'université de Paris. Il a suivi une formation musicale au piano par Paul Lichtenstern et une autre de composition avec Francesco Ticciati. C'était un citoyen britannique d’origine hongroise et de confession juive. Son œuvre, qui s'est beaucoup concentré sur la lutte contre les injustices sociales et particulièrement le racisme, a été influencée par l’Holocauste et par la perte de nombreux membres de sa famille à Auschwitz.
Il fut un expert sur l'affaire Dreyfus. Sa trilogie Dreyfus, créée pour le Centenaire Dreyfus en 1994, était souvent mise en scène et adaptée à la télévision. Se basant sur des archives historiques, il a élaboré un style dramatique puissant que Götz Friedrich définit comme un « protocole pour la musique de théâtre » (« Protokol für das Musiktheater »), dans lequel le drame se noue autour de textes contradictoires, chantés et récités à plusieurs reprises, qui mettent l’auditeur face à une intensification du conflit moral. Son œuvre littéraire, L’Affaire Dreyfus - Une histoire chronologique (publiée par Palgrave Macmillan en 2006) est reconnue comme un des principaux ouvrages de référence sur le sujet. 
Sa dernière pièce, Golem 13, fut le point culminant culturel de la présidence tchèque à l’Union européenne (juin 2009.) La première a eu lieu au Théâtre national de Prague pour la commémoration du 400e anniversaire de la mort du Rabbi Loew, le Maharal, auquel est attribuée la création du Golem de Prague pour la défense des Juifs du ghetto de la ville. Dans Golem 13, un drame kabbalistique en 2 actes, (mis en musique par Noam Sheriff), Whyte opère un balancement audacieux entre le passé et le futur. Le premier acte se déroule au XVIe siècle, le second 500 ans plus tard quand les Juifs, menacés encore une fois, créent le Golem 13 pour leur protection. Dans cette œuvre visionnaire, apparaît sur la scène de l'opéra, pour la première fois, un être surhumain, composé de spiritualité kabbalistique et de technologie avancée, destiné à avoir une grande signification pour l’humanité entière.
Whyte collabore volontiers avec d'autres compositeurs et talents artistiques et il construit son œuvre afin qu’elle s’adapte facilement au théâtre, à la télévision et à la radio. Son expérience administrative des arts du spectacle a contribué à l’évolution d’un héritage artistique qui est en grande partie consacré à la commémoration des injustices subies par la communauté juive. 
George Whyte a été, entre autres, chairman du Conseil national britannique de l’exportation pour les Arts (1967-1973) ; un membre fondateur du comité international de la Artur Rubinstein Piano Competition (1976-1998) et le président du Royal Opera House « L’Holocauste: Une commémoration en musique » (1987-88). Dès 1988, Whyte était le président des événements culturels « Remembering for the Future » (Londres). Pendant plus de 20 ans, il a fait des recherches sur l’affaire Dreyfus. Il est le président de la « Dreyfus Society for Human Rights » (Londres et Bonn).
L’œuvre de George R. Whyte est publiée par (inter alia) Palgrave Macmillan (UK et USA), Peter Lang, Oberon Books, Inter Nationes, Artial et Coda Editions ; elle est distribuée par Boosey & Hawkes Bote & Bock Berlin. Les premières de ses pièces ont eu lieu au Deutsche Oper Berlin, Oper der Stadt Bonn, Theater Basel, New York City Opera, Opernhaus Zurich, Jüdisches Museum Berlin, National Theatre Prague et ont été portées à l’écran par plusieurs chaînes et stations de radio telles que WDR, Channel 4, CBS, France Culture, BBC, Sweden STV1, Slovenia RTV, SLO, Finland YLE et Hungary MTV .

## Œuvres

### Littéraires
- Set for Enterprise, étude pour le Royal Opera House, à Londres en 1986
- The Dreyfus Centenary Bulletin, The Dreyfus Centenary Committee, à Londres et à Bonn en1994
- Oper am Scheideweg- Dreyfus Die Affäre- Ein Protokoll für das Musiktheater, Deutsche Oper Berlin Yearbook, S. 167-176, en1994
- L´Affaire en Chansons, Dictionnaire de l'Affaire Dreyfus de A à Z, Flammarion, 1994; Musée d’histoire Contemporaine – BDIC à Paris en 1994
- Le Prix d´Illusion, Revue Juive, à Genèves le 2 juin en 1995
- Un bilan du centenaire de l'Affaire Dreyfus, Cahier Jean Jaurès, à Paris en 1995
- The Accused- The Dreyfus Trilogy, Secolo Verlag/Inter Nationes à Bonn en 1996,  (ISBN 3-929979-28-4)
- Von Berlin zum Broadway ou Die Affäre Dreyfus als Rorschach-Test, Die Welt, le 21 décembre 1996
- The Dreyfus Affair - A Chronological History, Palgrave Macmillan, à Londres et à New York en 2006,  (ISBN 978-0-230-20285-6)
- Dreyfus Intime Artial 2008 (en anglais, allemand, français, hébreu et hongrois). En Pologne, Czech Theatre Institute, traduit par l'Institut Goethe
- L'Antisémitisme : La Haine Générique, Admettre n’est pas accepter, Réflexions sur l'affaire Dreyfus, aux éditions Le Manuscript et Unesco en 2008 (London Valentine Mitchell en 2007; Spanish: Buenos Aires Lilmod en 2009; Russian: Moscow Xonokoct en  2010)
- Die Dreyfus Affäre, Die Macht des Vorurteils, Peter Lang à Frankfurt en 2010  (ISBN 978-3-631-60218-8)
- The Dreyfus Affair – a Trilogy of Plays, Oberon Press, à Londres en janvier 2011

### Au théâtre, à la télévision et à la radio
- AJIOM/Captain Dreyfus – A Jew in Our Midst, comédie musicale en deux actes en 1989
- The Dreyfus Trilogy (en collaboration avec Jost Meier, Alfred Schnittke et Luciano Berio) comprenant 'Dreyfus – Die Affäre' opera in 2 acts, Deutsche Oper, Berlin, le 8 mai 1994; au Théâtre Basel, le 16 octobre 1994; 'The Dreyfus Affair' New York City Opera, le 2 avril 1996,

Dreyfus-J’accuse – ballet dramatique, l'opéra de la ville de Bonn le 4 septembre 1994; television: Sweden STV1, Slovenia RTV, SLO, Finland YLE,
Rage et Outrage comédie musicale satire, Arte en avril 1994; 'Rage and Outrage', Channel 4 en mai 1994, Zorn und Schande, Arte en 1994,
- J’accuse, exposition itinérante, Curator Sarah Nathan-Davis, à Berlin, à Bâle et à New York en 1994-1996,
- My burning Protest, un monologue pour orateur accompagné de percussions en 1996,
- Dreyfus in Opera and Ballet et The Odyssey of George Whyte (en allemand et anglais) en septembre 1995, WDR, Sweden STV1, Hungary MTV et Finland YLE,
- Cabaret in Exile, (en allemand et en anglais - avec des musiques de la Seconde Guerre Mondiale) en 2008,
- Dreyfus Intime, Opernhaus Zurich, 22 December 2007, Jüdisches Museum, Berlin, le 6 mai 2009,
- Golem 13, un drame kabbalistique en deux actes, (mis en musique par Noam Sheriff), National Theatre Prague, le 29 juin 2009,